# Горлов, Виктор Николаевич
Виктор Николаевич Горлов (24 мая 1953, Осколково, Алейский район, Алтайский край (по другим данным — село Александровка, Алтайский край) — 29 июня 2021) — советский и российский журналист, футбольный функционер.

## Биография

### Журналист
После окончания школы пытался поступить в учебные заведения Томска, Барнаула, Бийска. Работал в сельхоз-отделе газеты из села Топчиха. Окончил Барнаульский педагогический институт по специальности педагог. Работал в многотиражке Барнаульского котельного завода, на алтайском телевидении (вёл одновременно детскую программу «Внимание, на старт!» и «Алтай спортивный»), в «Алтайской правде», «Комсомольской правде», из которой был переведён в Алма-Ату, потом работал на чемпионате мира по хоккею с шайбой 1985 года в Праге. Через полгода стал заместителем редактора отдела спорта и информации «Комсомольской правды» в Москве, затем — редактором. В 1991 году был направлен в Югославию, работал с погибшими 1 сентября Куринным и Ногиным, вернулся через полтора года. Также возглавлял отделы спорта газет «Известия», «Труд».

### Футбольный организатор
Первый президент Ассоциации мини-футбола СССР и футзала СССР (1987). Организатор первого в СССР коммерческого футбольного турнира «Честь марки» и всесоюзного клуба болельщиков «Гол!».
Основатель в 1993 году и до своей смерти президент Детской футбольной лиги.
Один из организаторов фестиваля «Локобол»-РЖД, традиционного турнира памяти Г. С. Забелина и Б. Г. Пановой, премии «Первая пятёрка».
Входил в комитет РФС по развитию детско-юношеского футбола.
Скончался от онкологического заболевания 29 июня 2021 года.

## Награды
- Медаль «За трудовое отличие» (14 ноября 1980) — за большую работу по подготовке и проведению Игр XXII Олимпиады[5]
- Медаль «За заслуги перед обществом» (Алтайский край, 15 сентября 2017) — за отличие в труде, значительный вклад в развитие футбола в Алтайском крае и в Российской Федерации